# Bestia Nera
Bestia Nera (Dark Beast), il cui vero nome è Henry Philip McCoy II, è un personaggio dei fumetti creato da Scott Lobdell e Mark Waid (testi) e Roger Cruz e Steve Epting (disegni), pubblicato dalla Marvel Comics. Egli è la versione alternativa e malvagia dell'X-Man Bestia e che proviene da un'altra dimensione (quella dell'Era di Apocalisse); è apparso per la prima volta sulle pagine di X-Men Alpha (febbraio 1995). Nella continuity dell'Era di Apocalisse Bestia Nera è un nefario genetista che compie crudeli esperimenti sotto la guida di Apocalisse, ed uno dei pochi personaggi ad essere riuscito a fuggire da quell'universo, per giungere in quello Marvel ufficiale, dove continua a compiere le sue malvagità.

## Biografia del personaggio

### Era di Apocalisse
Nella dimensione alternativa da cui proviene, Bestia Nera è uno scienziato che lavora al servizio di Sinistro per creare mutanti sempre più potenti seguendo l'ideologia di Apocalisse secondo la quale solamente i più forti erediteranno la Terra. Al contrario del suo mentore, McCoy nei suoi esperimenti è un sadico e perverso genio che costringe le sue vittime a provare dolore per poterne ricavare piacere. Tale indole gli ha fatto valere il soprannome di Bestia sia dai suoi prigionieri sia dalla Elite Mutant Force di Sinistro. Il suo aspetto scimmiesco è frutto di un esperimento condotto su sé stesso ed il suo corredo genetico, come quello di qualsiasi mutante appartenente alla sua dimensione d'origine, è stato archiviato per creare i superesseri che avrebbero dovuto costituire Infinity, l'esercito di Apocalisse. Grazie ad esperimenti condotti sui personaggi come Blink e Jamie Madrox, Bestia imparò ad amalgamare poteri di più superumani in singoli esseri dotandoli di una varia miscela di abilità, avendo a disposizione un archivio genetico quasi illimitato da cui scegliere.

### Terra-616
Al termine dell'Era di Apocalisse, fu in grado di fuggire attraverso il Cristallo M'Kraan nell'universo Marvel dove risiede Terra-616. Scontrandosi con Quicksilver al suo interno, McCoy giunse venti anni nel passato rispetto all'epoca in cui era diretto ed incontrò una giovane Emma Frost che lo aiutò nel recupero di alcuni ricordi, dilettandosi poi a creare i Morlock. In seguito rapì il vero Bestia e si sostituì a lui all'interno degli X-Men cambiando il colore del proprio pelo da nero a blu. Incapace di uccidere gli amici e i familiari dell'X-Man, lasciò la città e scomparve dalla circolazione per un po', riapparendo durante il crossover Onslaught, nel quale divenne stretto collaboratore del lato oscuro, perverso e maligno di Xavier.
Poco prima di House of M e della decimazione, fu visto sull'isola di Genosha nella quale risiedevano Magneto e Xavier. È stato inoltre confermato dai files di O*N*E*, che Bestia Nera è uno dei pochi mutanti ad aver mantenuto i propri poteri dopo gli sconvolgimenti dimensionali di Scarlet.

### Specie in Extinzione
Riapparso nel campo di concentramento e sterminio di Neverland, Bestia Nera decide di allearsi con Bestia per indagare le cause della decimazione e le possibili soluzioni per riattivare il gene X. Benché i differenti metodi di approccio alla scienza abbiano portato spesso i due a battibeccare, giunsero alla conclusione di recarsi dall'unica persona conosciuta per aver generato molti figli dotati di mutazioni: giunti a casa Guthrie, mentre Bestia discuteva della possibilità di studiare il patrimonio genetico familiare, Bestia Nera compì un esperimento di alterazione genetica su uno dei ragazzi più giovani portando la cavia al confine con la morte prima che Bestia fosse in grado di guarirlo. Dopo un'accesa lite, i due McCoy divisero nuovamente le loro strade.

### Utopia
Rintracciato da Osborn presso una stazione ferroviaria fatiscente ed in disuso mentre era impegnato a sezionare il cadavere di una bambina, Bestia si mostra riluttante all'idea di entrare a far parte di un gruppo di mutanti sotto il completo controllo del governo e specialmente a diventare una marionetta nelle sue mani. Benché all'inizio non nasconda il suo scetticismo, a poco a poco le parole persuasive di Osborn, e le promesse di nuovi equipaggiamenti e cavie mutanti da sottoporre ai suoi sadici esperimenti, lo convincono ad accettarne la proposta allettato dall'aspettativa di vedere in prima persona il momento in cui Norman rivelerà al mondo il suo vero volto e dalla promessa fattagli di poter fare esperimenti su Arma Omega. Giunto a San Francisco, la sua affiliazione alla squadra viene aspramente criticata da Emma poi tranquillizzata da Osborn con l'assicurazione che il suo ruolo sarà solamente quello di esperto scientifico.

## Poteri e abilità
I poteri di Bestia Nera, consistono in tutte le superabilità della sua controparte ufficiale e perfino il loro quoziente intellettivo sembra essere identico. Una delle poche diversità è la mancanza dell'aspetto felino e la diversa colorazione del pelo.

## Altri media

### Videogiochi
In X-Men Legends II: L'Era di Apocalisse, Bestia Nera è la versione controllata tramite lavaggio del cervello della vera Bestia, ed è seguace di Sinistro ed Apocalisse.